# FC 취리히
FC 취리히(Fussballclub Zürich)는 스위스의 축구 클럽으로, 1896년에 창단되었다. 현재 스위스 슈퍼리그에 속해 있으며, 스위스 최대의 도시인 취리히를 연고로 한다. 
2008-09 시즌을 비롯해 스위스 슈퍼리그에서 12회, 스위스컵에서 7회 우승하였다.

## 우승 기록
- 스위스 슈퍼리그 (13회) : 1902, 1924, 1963, 1966, 1968, 1974, 1975, 1976, 1981, 2006, 2007, 2009, 2022
- 스위스컵 (7회) : 1966, 1970, 1972, 1973, 1976, 2000, 2005

#### 기타
- UEFA 챔피언스리그 :1964년과 1977년에 준결승 진출

## 선수 명단

### 현역
참고: FIFA 자격 규정에 따라 소속된 국가대표팀 국기를 표시합니다. 선수는 복수의 FIFA 비회원국 국적을 가지고 있을 수 있습니다.
| 번호 | 포지션 | 국적     | 이름             |
| ---- | ------ | -------- | ---------------- |
| 9    | FW     | 콜롬비아 | 후안 호세 페레아 |
| 16   | DF     | 이스라엘 | 도론 레이드너    |
| 18   | FW     | 가나     | 다니엘 아프리이  |

| 번호 | 포지션 | 국적         | 이름            |
| ---- | ------ | ------------ | --------------- |
| 19   | FW     | 코트디부아르 | 페르낭 고레     |
| 23   | MF     |              | 무니르 슈이아르 |

## 역대 감독
| 감독                | 임기      |
| ------------------- | --------- |
| 세베리노 미넬리     | 1943~1946 |
| 카를 라판           | 1958~1959 |
| 쿠벌러 라슬로       | 1966~1967 |
| 막스 메르켈         | 1983      |
| 베르나르트 찰란데스 | 2009      |
| 우르스 피셔         | 2010~2012 |
| 프랑코 포다         | 2022      |
| 보 헨릭센           | 2022~2024 |
| 리카르도 모니츠     | 2024~     |

틀:FC 취리히
틀:FC 취리히 감독